# Lejre Vig
Lejre Vig er den omkring 8 km lange sydvestlige fjordarm i Roskilde Fjord. Den strækker sig fra Gershøj på den vestlige bred, over for Nørhoved på Bognæs, mod syd til bunden vest for Lindenborg, hvor Holbækmotorvejen passerer tæt forbi. Der ligger flere små holme i den lavvandede vig. Ved Sluphuse nord for Lindenborg har Lejre Å sit udløb.
Vigen er en del af Natura 2000s naturplan 105. Roskilde Fjord og Jægerspris Nordskov og er både fuglebeskyttelsesområde ( 136. Roskilde Fjord, Kattinge Vig og Kattinge Sø) og EU-habitatområde. I den sydlige ende indgår områderne ned til bredderne mod syd og vest i en 100 ha stor fredning fra 1947 og 1962, og indgår nu i en 476 ha. fredning fra 1969 af området omkring herregården Lindholm.
|  | Denne artikel om lokaliteten Lejre Vig kan blive bedre, hvis der indsættes et (bedre) billede. Du kan hjælpe ved at afsøge Wikimedia Commons for et passende billede eller lægge et op på Wikimedia Commons med en af de tilladte licenser og indsætte det i artiklen. |

55°39′28″N 11°56′10″Ø / 55.65778°N 11.93611°Ø